# Kronika Thurócziego
Kronika Thurócziego – kronika napisana po łacinie przez Jánosa Thurócziego. Oryginalny tytuł: Chronica Hungarorum.

## Historia
Thuróczi opracowywał szereg wcześniejszych prac historycznych, np.: historię Karola III Lőrinca Monaciego i życiorys Ludwika Węgierskiego Jánosa Kükülleiego. Część opisująca historię po okresie andegaweńskim jest jego własną pracą. Oprócz węgierskich kronik korzystał z dokumentów i prac humanistów, ale szeroko czerpał też z przekazów ustnych, świadectw osobistych (z imienia wymienia palatyna Mihálya Guthiego Országha) i dzieł epiki ludowej. Pod wpływem Tamása Drágiego, prawnego przedstawiciel króla (węg.: királyi személynök) poszerzył część poświęconą historii Hunów. Jako załącznik umieszcza dzieło mistrza Rogera pod tytułem „Carmen miserabile” (Epistola Magistri Rogerii in miserabile carmen super destructione regni Hungarie per Tartaros, facta editum ad Reverendum dominum Johannem Pestheniensis ecclesie episcopum feliciter incipit), którego treść jest obecnie tylko stąd znana. Miał duży wpływ na świadomość scytyjskiego pochodzenia węgierskiej szlachty.
20 marca 1488 ukazało się w Brnie jej drukowane wydanie, ilustrowane 66 drzeworytami. Tom składał się ze 168 arkuszy w formacie folio o wymiarach 20 × 29 cm, a na poszczególnych stronach znajdowało się 36 wersów złożonych z dużych liter w dwóch rozmiarach. Miejsca na inicjały zostawiono puste, a drzeworytów nie pokolorowano i w większości egzemplarzy braków tych nie uzupełniono. 3 czerwca tego samego roku Theobald Feger, budziński kupiec zajmujący się książkami, zlecił ponowne wydanie go w Augsburgu. Ilustracje do tego wydania zostały wyryte na nowo, a egzemplarze w większości ręcznie pokolorowane. Wydrukowana na papierze książka składała się ze 160 arkuszy w formacie folio o wymiarach 15 × 20,3 cm z 38 wersami na stronicy i było ozdobiona 55 drzeworytami. Wydawca zadedykował dzieło królowi Maciejowi Korwinowi. Do napisania dedykacji na ozdobnym egzemplarzu, wydrukowanym na pergaminie, użyto złotej farby. Takiej samej farby użyto ilustracji obrazującej jedno ze zdarzeń z legendy o Władysławie Świętym oraz do iluminacji tabeli z herbami. Drzeworyty króla Macieja i królowej Beatrycze ozdobiono kolorowanymi herbami. Dzisiaj jest to pierwszy znany przykład zastosowania złotej farby w drukarstwie.

## Zawartość kroniki

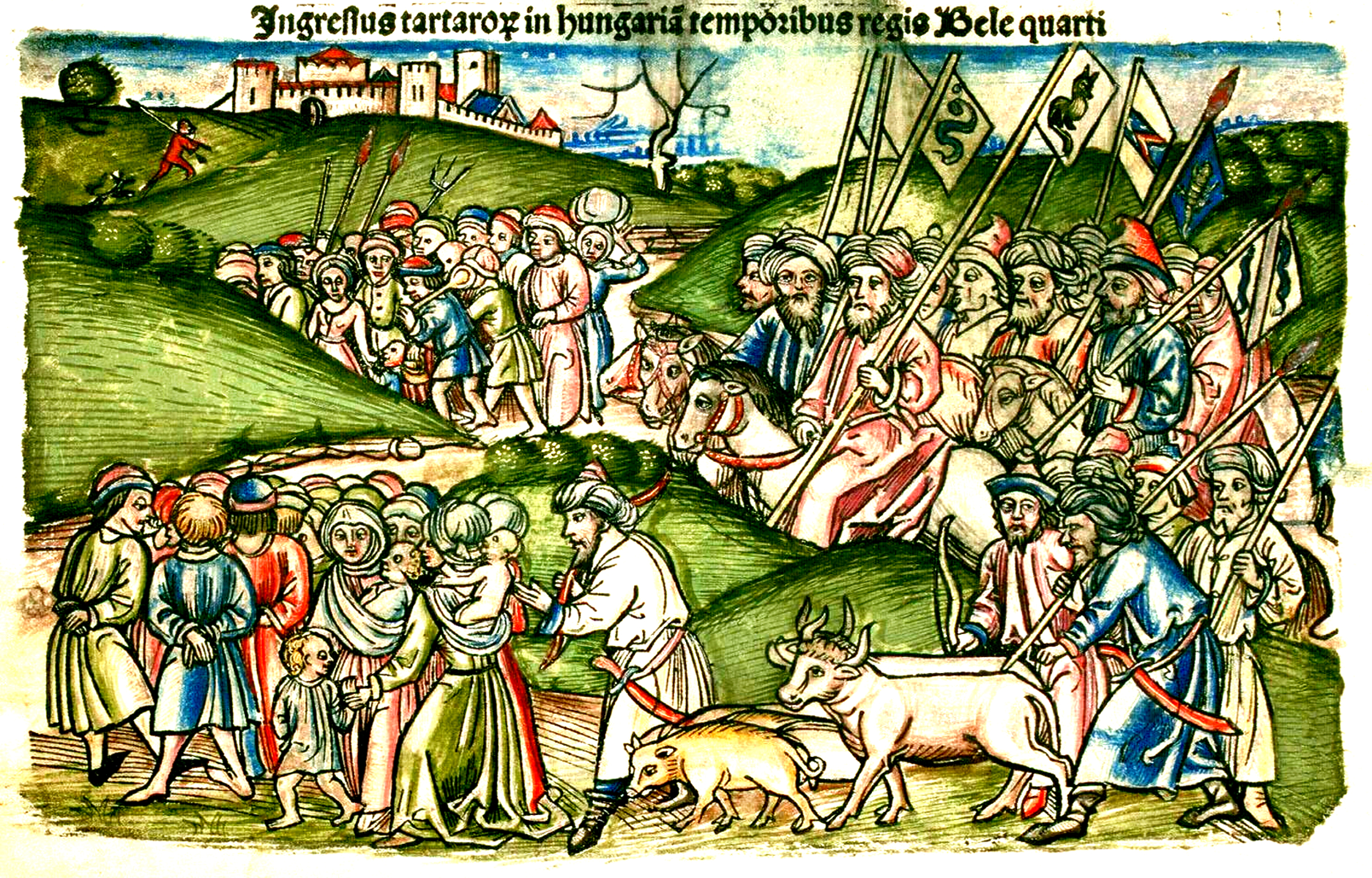
Najazd tatarski, ilustracja z kroniki Thurócziego

Kronika zawiera ręcznie malowane drzeworyty przedstawiające 41 węgierskich królów i wodzów. Thuróczi opracował historię Węgier rozpoczynając od króla Zygmunta Luksemburskiego do swoich czasów (do 1470 r.). Źródłami kroniki były dokumenty, teksty dawniejszych kronik i przekazy ustne. W ostatnim rozdziale, oprócz sukcesów wojennych króla Macieja, zawarty jest opis zdobycia Wiednia. A oprócz tego:
- biografia Karola III
- XIV-wieczna kompozycja kroniki
- biografia Ludwika Węgierskiego autorstwa Jánosa Kükülleiego
- Pieśń żałobna, Carmen miserabile mistrza Rogera

## Wydania
- Chronica Hungarorum, Augsburg, 1488. OSZK
- A magyarok krónikája, Európa Könyvkiadó, Budapest, 1980, ISBN 963-07-2250-X.
- A magyarok krónikája, Helikon Könyvkiadó, Budapest, 1986, ISBN 963-207-703-2.
- A magyarok krónikája és Siralmas ének (Rogerius mester), Osiris Kiadó, Budapest, 2001, ISBN 963-389-129-9.

## Literatura
- József Kaszák: Thuróczy János élete és krónikája (Życie i kronika Jánosa Thurócziego), Stephaneum Nyomda, Budapest, 1906.
- Elemér Mályusz: Thuróczy János krónikája és a Corvina (Kronika Jánosa Thurócziego i Corvina), Akadémia Kiadó, Budapest, 1966.
- Elemér Mályusz: A Thuróczy-krónika és forrásai (Kronika Thurócziego i jej źródła), Akadémia Kiadó, Budapest, 1967.
- Borsa Gedeon: Könyvtörténeti írások. I. A hazai nyomdászat. 15–17. század. II. A külföldi nyomdászat. 15–16. század. Bp. 1996–1997, OSZK (33. Nyomdásztrükkök a Thuróczy-krónikában) (33 sztuczki drukarskie w kronice Thurócziego)